# Emir Dilaver
Emir Dilaver (* 7. Mai 1991 in Tomislavgrad) ist ein österreichisch-bosnischer Fußballspieler. Er spielt auf der Position eines Mittelfeldspielers.

## Karriere

### Verein
Dilaver begann seine Karriere in der Jugendmannschaft des SC Red Star Penzing, dem er bis Februar 2001 angehörte, ehe er vom FK Austria Wien ausgeliehen wurde. Im darauffolgenden Sommer wurde Dilaver endgültig von Austria Wien verpflichtet. 2008 spielte er mit der Austria in der TOTO-Jugendliga U-19, wo er auf zwölf Einsätze kam und fünf Tore erzielte, vier davon im Spiel gegen die Akademie von VfB Admira Wacker Mödling am 8. November 2008. Daraufhin wurde er an die erste Mannschaft des Regionalligisten SV Wienerberg verliehen.
Sein Debüt beim SV Wienerberg in der Regionalliga Ost gab Dilaver am 7. März 2009 gegen den SC Neusiedl am See, als er durchspielte. Das Spiel endete 0:0. Insgesamt kam er auf weitere zehn Einsätze. Wienerberg wurde im Endklassement Siebenter. Im Sommer 2009 kehrte er zu den Amateuren der Austria zurück. In seiner ersten Saison bei den Amateuren musste er aufgrund der Ligareform absteigen. Sein Debüt in der zweithöchsten Spielklasse gab der defensive Mittelfeldspieler am 14. Juli 2009 gegen den SC Austria Lustenau. Den ersten Treffer gelang Dilaver gegen den SKN St. Pölten beim 3:0-Erfolg im September. Nach dem Abstieg blieb Dilaver bei den Amateuren und machte durch gute Auftritte in der Regionalliga auf sich aufmerksam.
Durch diese guten Leistungen wurde er von Karl Daxbacher in den Kader der ersten Mannschaft berufen. Sein Debüt in der Bundesliga, der höchsten österreichischen Spielklasse, gab er am 19. Februar 2011 gegen den SC Magna Wiener Neustadt, als er in der 83. Minute für Julian Baumgartlinger eingewechselt wurde. Sein erstes Spiel von Anfang an machte Dilaver am 25. Spieltag im Wiener Derby gegen SK Rapid Wien, das 0:1 verloren wurde.
Von Sommer 2014 bis Sommer 2017 spielte Emir Dilaver in Ungarn bei Ferencváros Budapest, wo er dreimal den Pokal und einmal die Meisterschaft gewann. Zur Saison 2017/18 wechselt er in die polnische Ekstraklasa zu Lech Posen, wo er für vier Jahre einen Vertrag unterschrieb. 
Nur eine Saison später kehrte er Posen wieder den Rücken und unterschrieb einen Dreijahresvertrag bei Kroatiens Meister Dinamo Zagreb. Für Dinamo kam er in zwei Jahren zu 42 Einsätzen in der 1. HNL und wurde sowohl 2018/19 als auch 2019/20 Meister mit dem Verein. Im September 2020 wechselte Dilaver in die Türkei zu Çaykur Rizespor, wo er einen bis Juni 2023 laufenden Vertrag erhielt. Für Rizespor kam er zu insgesamt 25 Einsätzen in der Süper Lig. Im August 2021 wurde sein Vertrag aufgelöst.
Dilaver kehrte kurz darauf wieder nach Zagreb zurück. Dilaver spielte allerdings keine große Rolle mehr bei Dinamo und kam in eineinhalb Jahren nur siebenmal in der 1. HNL zum Einsatz, 2022 wurde er mit den Zagrebern wieder Meister. Im Jänner 2023 wechselte er zum Ligakonkurrenten HNK Rijeka. Nach 31 Einsätzen verließ er Rijeka nach der Saison 2023/24.
Im Anschluss daran beendete er seine Profikarriere und wechselte nach einem Halbjahr ohne Klub im Februar 2025 zurück nach Österreich, wo er sich dem achtklassigen FC Gänserndorf Süd anschloss.

### Nationalmannschaft
Sein erstes Spiel für eine Auswahlmannschaft Österreichs machte der defensive Mittelfeldspieler 2009 in der U-18 gegen Estland, wo er unter anderem mit Michael Schimpelsberger zusammenspielte. Beim 4:0-Erfolg erzielte er das 2:0. Dilaver stand im Kader der U-19-Auswahl zur EM 2010 an der Seite von u. a. David Alaba oder Marco Djuricin. Er spielte in allen drei Gruppenspielen gegen England, Niederlande und Frankreich durch. Österreich wurde Gruppendritter. Seit seinem Debüt gegen Schweden im Oktober 2010 gehörte er über zwei Jahre lang dem Kader der U-21 an und bestritt in dieser Zeit 15 Länderspiele.

## Erfolge
- Österreichischer Meister: 2013
- Ungarischer Meister: 2016
- Ungarischer Pokalsieger: 2015, 2016, 2017
- Ungarischer Ligapokalsieger: 2015
- Kroatischer Meister: 2019, 2020, 2022